# 8 Dywizjon Rakiet Taktycznych
8 Dywizjon Artylerii / 8 Dywizjon Rakiet Taktycznych (8 da / 8 drt) – pododdział wojsk rakietowych ludowego Wojska Polskiego.

## Formowanie i zmiany organizacyjne
Rozkazem organizacyjnym Ministra Obrony Narodowej nr 0045/Org. z 17 maja 1951 został sformowany w Strzegomiu 8 dywizjon artylerii rakietowej w składzie 10 Sudeckiej Dywizji Zmechanizowanej. 
Wiosną 1963 uruchomiono proces formowania dywizjonów rakiet taktycznych, które postanowiono włączyć w skład dywizji ogólnowojskowych.
Zarządzeniem Szefa Sztabu Generalnego WP nr 0059/Org. z 8 kwietnia 1963  8 artylerii rakietowej został przeformowany w 8 dywizjon artylerii (dywizjon rakiet taktycznych) w składzie 10 Sudeckiej Dywizji Pancernej. Dywizjon stacjonował wówczas w garnizonie Tarnowskie Góry. 
W 1993 jednostka została podporządkowana dowódcy Krakowskiego Okręgu Wojskowego. 
Na przełomie 1967-1968 jednostka wyposażona została w trzy zestawy 9K52 z wyrzutniami 9P113, a jej stary sprzęt przekazano nowo formującym się dywizjonom rakiet taktycznych.
Jednostka posiadała etat nr 30/004 i uzbrojona była w trzy wyrzutnie 9P113.
Zarządzeniem szefa SG WP nr 08/Org. z 8 lutego 1988, w terminie do 30 września 1988 przeformowano dywizjon z etatu 30/004/0 na 30/202/0  i dozbrojono w czwartą wyrzutnię.
Pod koniec 1988 8 dywizjon rakiet taktyczny posiadał etat nr 30/202, a jego podstawowe wyposażenie stanowiły cztery wyrzutnie 9P113.
W 1994 dywizjon został rozformowany.

## Struktura organizacyjna w 1993
dowództwo i sztab
- bateria dowodzenia
- 2 baterie startowe
  - dwa plutony
- pluton obsługi technicznej
- pluton remontowy
- pluton zaopatrzenia
- pluton medyczny

Razem w drt:
- 4 wyrzutnie rakiet taktycznych 9P113

## Dowódcy dywizjonu
- mjr Adam Walenty (był w 1956)[7]
- ppłk Stanisław Gargas